# Or Nah (сингл The Game)
«Or Nah» — другий сингл з шостого студійного альбому американського репера The Game Blood Moon: Year of the Wolf, першого релізу Blood Money Entertainment, власного лейбла виконавця. Як семпл використано «Don't Fight the Feeling» Too Short (1989).

## Чартові позиції
| Чарт (2014)                                        | Найвища позиція |
| -------------------------------------------------- | --------------- |
| Німеччина (Deutsche Black Charts)                  | 12              |
| США Bubbling Under R&B/Hip-Hop Singles (Billboard) | 9               |
| США Rhytmic (Billboard)                            | 29              |